# Monts Waputik

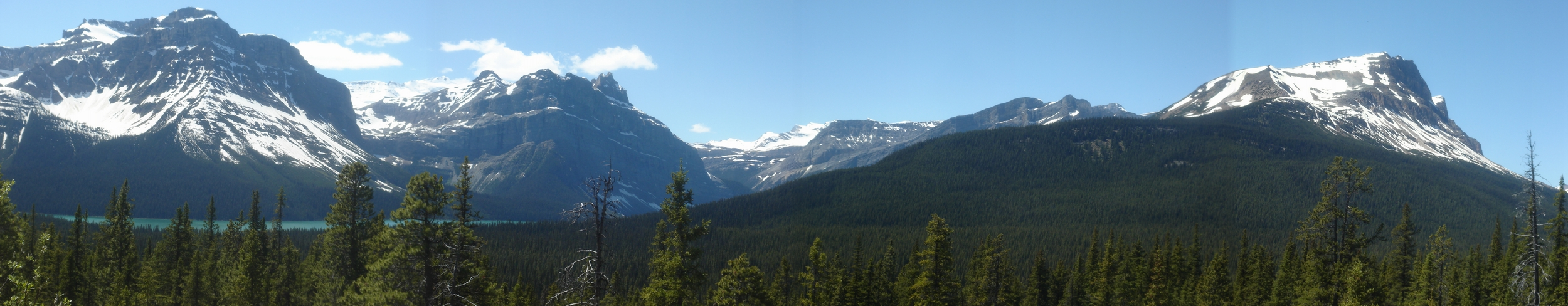
Les monts Waputik

Les monts Waputik sont un massif montagneux situé à l'ouest de la Bow Valley, à l'est de Bath Creek, et au sud de Balfour Creek dans les Rocheuses canadiennes.
Waputik signifie « chèvre blanche » en stoney. Le massif fut nommé par George Mercer Dawson de la Commission Géologique du Canada.
Le chaînon President s'étend à l'intérieur des monts Waputik.

## Sommets principaux
- Pic Howse, 3295 m
- Wapta Mountain, 2782 m
- Mont Balfour, 3284 m
- Mont Patterson, 3191 m
- The President, 3123 m
- Pic Waputik, 2755 m
- Mont Baker, 3180 m
- Mont des Poilus, 3166 m
- Mont Gordon, 3161 m
- Pic Caldron, 2909 m